# Моховое (Макушинский район)
Моховое — село в Макушинском муниципальном округе Курганской области. Административный центр и единственный населённый пункт Моховского сельсовета.

## История
До 1917 года в составе Лопатинской волости Курганского уезда Тобольской губернии. По данным на 1926 год деревня Моховая состояла из 92 хозяйств. В административном отношении являлась центром Моховского сельсовета Лопатинского района Курганского округа Уральской области.

## Население
| 1989 | 2002 | 2010 | 2012 | 2013 | 2014 | 2015 |
| ---- | ---- | ---- | ---- | ---- | ---- | ---- |
| 401  | ↗410 | ↘239 | ↘220 | ↘212 | ↘200 | ↗201 |
| 2016 | 2017 | 2018 | 2019 | 2020 |      |      |
| ↘183 | ↗186 | ↘172 | ↘171 | ↘167 |      |      |

По данным переписи 1926 года в деревне проживало 476 человек (232 мужчины и 244 женщины), в том числе: русские составляли 99 % населения.